# Renaturation
Le mot renaturation ou renaturalisation est associé à celui de réparation. Il désigne notamment les processus par lesquels les espèces vivantes recolonisent spontanément un milieu ayant subi des perturbations écologiques. Il désigne aussi les opérations d'aménagements et de gestion restauratoire puis conservatoire consistant à restaurer le « bon » état écologique et paysager de sites que l'on estime dégradés par les activités humaines, les événements naturels (glissements de terrain, inondations) ou par l'absence de certains animaux (grands ou petits herbivores, fouisseurs, etc.).
Ce néologisme évoque son équivalent allemand de Renaturierung. Les Anglais parlent aussi de mitigation.Le terme faisait partie du vocabulaire des biochimistes ; il fut repris par l'AFNAV association française de renaturation courant des années 2000, étendu pour être introduit et répandu dans le vocabulaire courant. En France, la Loi climat et résilience la décrit comme l'action « de restauration ou d'amélioration de la fonctionnalité d'un sol, ayant pour effet de transformer un sol artificialisé en un sol non artificialisé » et introduit le principe du zéro artificialisation nette (ZAN).

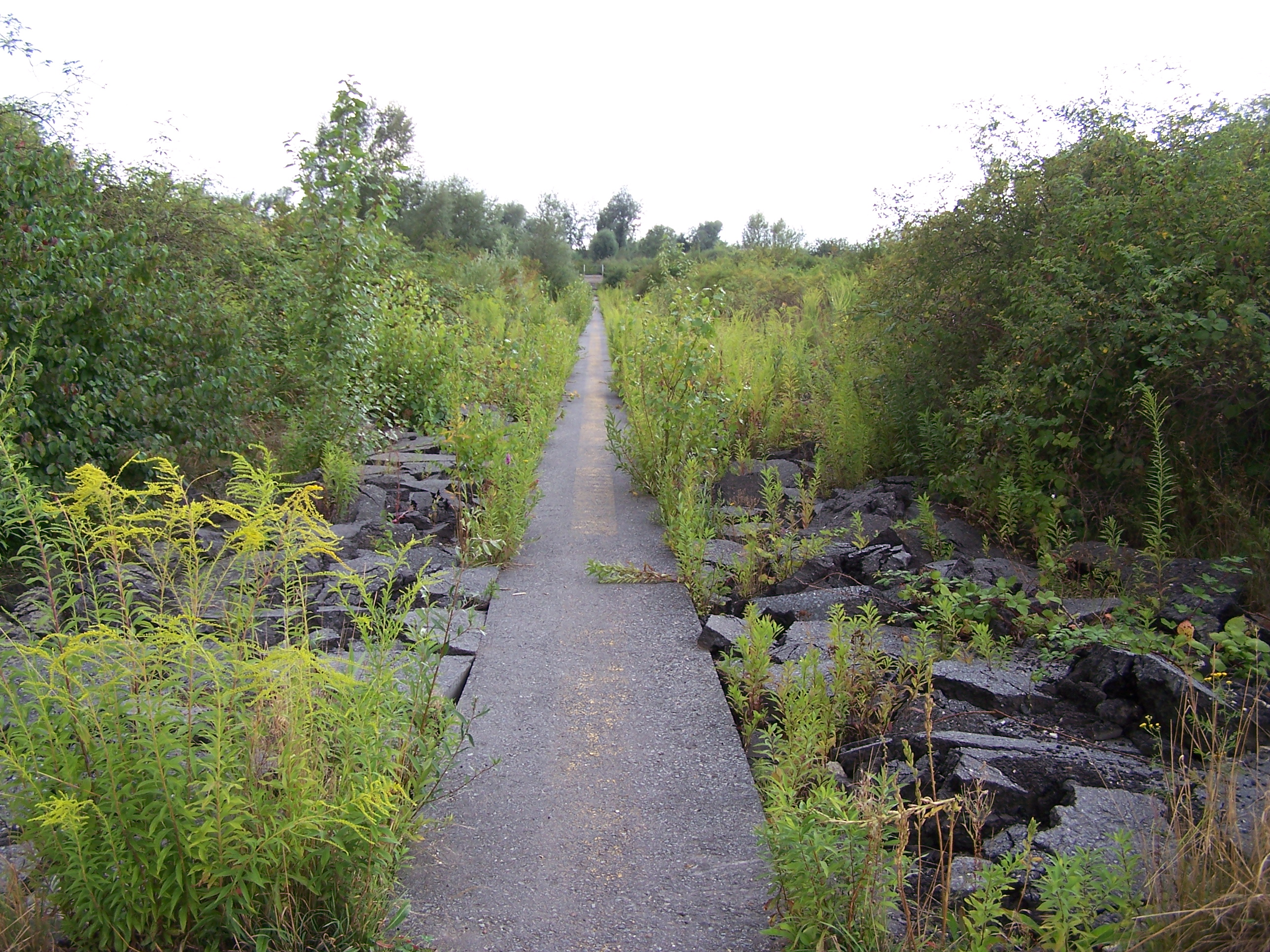
Renaturation des pistes de l'aéroport désaffecté de Francfort-Bonames. Elles ont simplement été disloquées pour permettre aux graines et racines d'espèces pionnières et facilitatrices de croître.

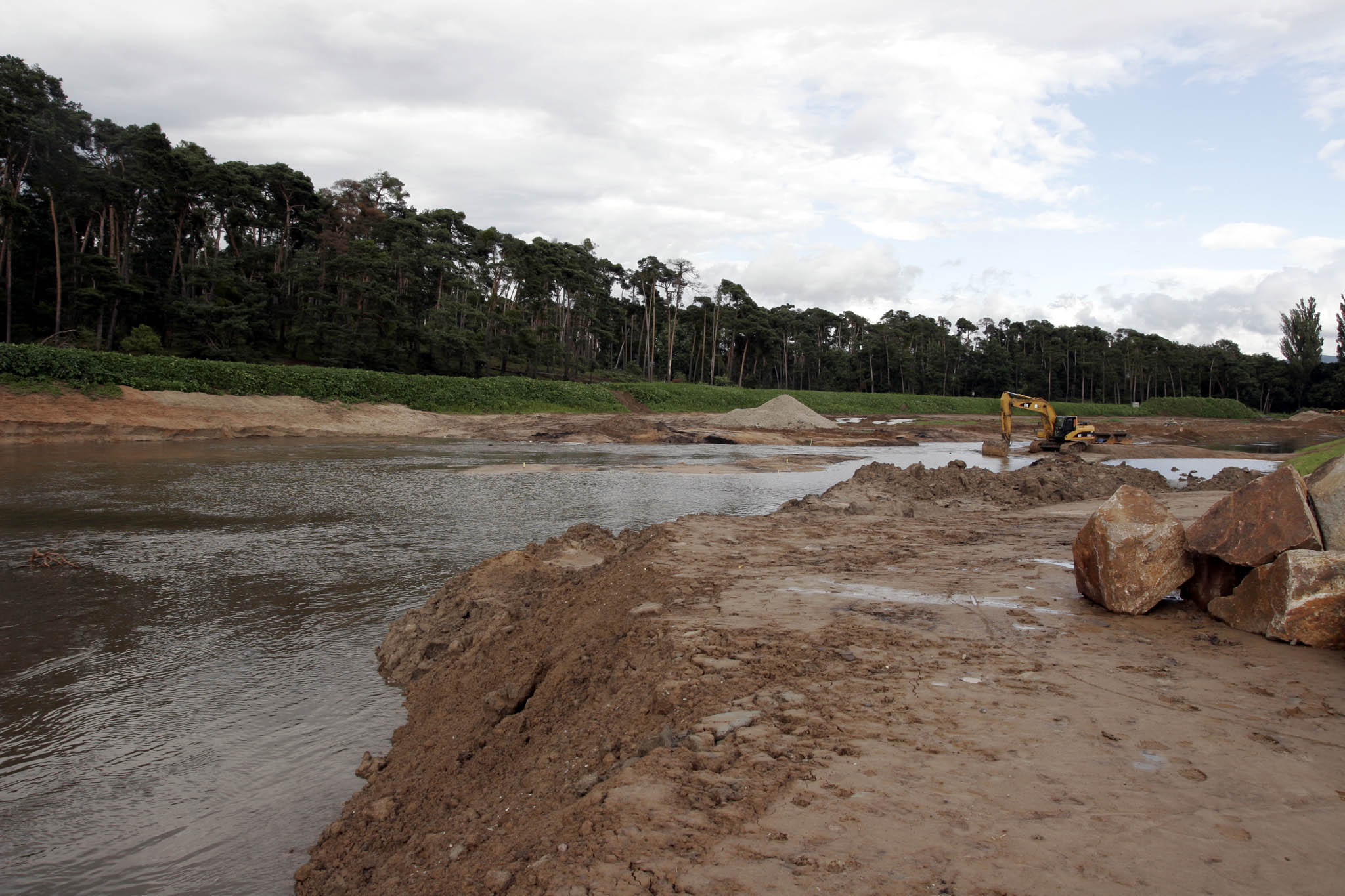
Début des travaux de renaturation (2006/2007) de la Weschnitz à Einhausen (Allemagne), en 2007

La renaturation est une des bases de la restauration écologique, complément essentiel à la conservation.

## Typologie selon les contextes et enjeux
Selon les cas une opération de renaturation s'appuie sur :
- une éventuelle dépollution ou décontamination préalable des sites concernés,
- une éventuelle destruction d'éléments artificiels (bâtiments, infrastructures bétonnées, chenaux et endiguements, gravières[2], etc) et/ou
- la reconstitution d'une végétation et d'une hydrographie plus « naturelles » (par exemple se rapprochant de la « végétation naturelle potentielle » ou visant à renaturaliser des cours d'eau urbains fortement artificialisés (à Québec par exemple avec la rivière Saint-Charles[3] ou à Lyon par exemple avec le « projet du ruisseau des Planches »[4],[5]).

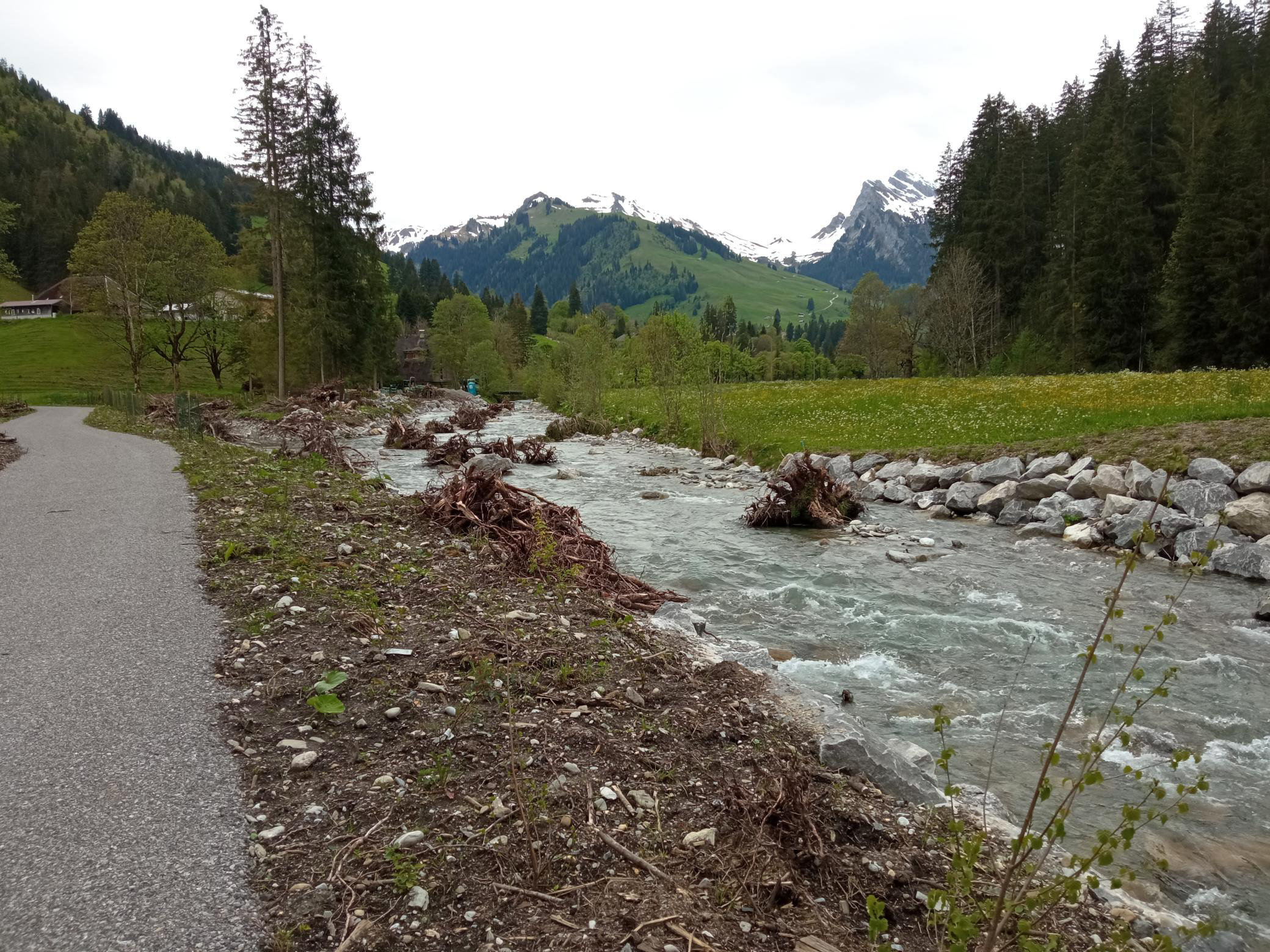
Renaturation d'une rivière en Suisse avec utilisation de bois mort.

- Renaturation d'une rivière en Suisse avec utilisation de bois mort.la restauration des conditions d'une meilleure résilience écologique, notamment en reconnectant le site à son environnement naturel quand cela est possible, via par exemple les corridors biologiques d'une trame verte, et en favorisant les cycles de colonisation par des espèces pionnières, secondaires, etc. et en tenant compte de besoins et capacités de dispersion[6] des espèces (végétales, animales, fongiques…).
- la réintroduction ou l'utilisation d'une espèce ingénieur et/ou facilitatrice (le castor par exemple pour restaurer des zones humides au profit des plantes, insectes ou poissons qui y vivaient ou qui y sont inféodées tout ou partie de leur vie (amphibiens, salmonidés[7]…)).

## Exemples d'application
- De très nombreux projets de reforestation ont été mis en œuvre dans le monde, notamment pour lutter contre l'érosion et la désertification des sols. Le japonais Akira Miyawaki a développé des méthodes originales de reforestation, fondées en grande partie sur la naturalité. Selon la FAO (2010), les forêts plantées ne représentent que jusqu'à 7 pour cent de la superficie forestière mondiale, mais fournissent plus de 40 pour cent de l'approvisionnement en bois[8]. En forêt méditerranéenne, la réintroduction de feuillus sous couvert de pinède à pins d'Alep permet de rétablir une forêt mixte, plus résiliente aux aléas (températures extrêmes, attaques de rongeurs, maladies, incendies…)[9].
- En France, le Rhône a fait l'objet d'une renaturation dans le cadre du programme Plan Rhône lancé en 1998. D'une ampleur exceptionnelle à l'échelle internationale, ce programme a été couplé de 1998 à 2015 à un suivi scientifique piloté par Irstea en partenariat avec l'université de Lyon et de l'université Genève, et nommé RhônEco[10]. En 2015 ce sont près du quart de la longueur du fleuve (120 km) et 38 lônes, annexes fluviales plus ou moins connectées au chenal, qui ont été restaurés. Les effets sur la biodiversité aquatique ont été très positifs. Ainsi par exemple, le suivi écologique de la restauration des lônes, a permis de constater que « la proportion de poissons dits d'eau courante a doublé, voire triplé (notamment l'ablette, le barbeau, la vandoise et le hotu). De même, l'aire de répartition des espèces d'invertébrés aquatiques du Rhône inféodées au courant s'est accrue. Enfin, une plus grande diversité de ces communautés a été observée à l'échelle de la plaine alluviale »[11]. En 2021, un décret (du 27 décembre) pris en application des articles 197 et 214 de la loi no 2021-1104 du 22 août 2021 dite Loi climat et résilience, définit comment doivent être identifiées dans les schémas de cohérence territoriale (SCOT) et des plans locaux d'urbanisme (PLU) les zones préférentielles pour la renaturation par la transformation de sols artificialisés en sols non artificialisés, et comment les mesures de compensation écologique dues par les projets d'un territoire doivent être mises en œuvre en priorité au sein de ces zones préférentielles ; rappelant que l'étude d'impact des projets d'aménagement doit désormais intégrer les conclusions d'une « étude d'optimisation de la densité des constructions »[12].
- En Allemagne, des bords de rivière ou de fleuve (ex : Le Rhin) autrefois artificialisés ou canalisés ont ainsi été reconstitués par destruction des berges artificielles ou enrochements, et reconstitution des courbures et végétalisation naturelles. Le plan Isar réalisé de 2001 à 2011 sur 8 km de rivière dans le centre de Munich a ainsi permis de redonne son caractère naturel et alpin à la rivière. Les anciens sites d'extraction à ciel ouvert du lignite en Lusace (Saxe) et en Thuringe ont également fait l'objet d'une politique de reconstitution du paysage et des écosystèmes détruits par l'industrie minière. Sur le même principe, les emprises bétonnées de l'aéroport de Francfort-Bonames, désaffecté depuis 1985, ont été rouvertes à la végétation et à une utilisation ludique.
- Le projet le plus ambitieux est le « défi de Bonn »[13]. Son objectif mondial est la restauration de 150 millions d'hectares de forêts ayant été déboisées ou dégradées d'ici 2020 (avec possibilité d'inclure le sylvopastoralisme et l'agroforesterie dans ces projets). 
Cette campagne a été lancée par l'Union internationale pour la conservation de la nature (UICN) et le Ministère de l'environnement allemand, à Bonn en septembre 2011, à l'occasion d'une "table ronde ministérielle sur les forêts, les changements climatiques et la biodiversité", au nom du Partenariat mondial sur la restauration des paysages forestiers, et dans le cadre de la Convention-cadre des Nations unies sur les changements climatiques, de la Convention sur la diversité biologique, et de la déclaration sur la forêt[14]. Selon une évaluation cartographiée encore à affiner, « plus de 2 milliards d'hectares dans le monde offrent des opportunités de restauration forestière. La plupart se trouvent dans les zones tropicales et tempérées. Un milliard et demi d'hectares sont davantage adaptés à une restauration par mosaïques, et 500 autres millions à une restauration à grande échelle de forêts fermées » ; L. Laestadius & al. rappellent avec la FAO qu' « il ne s'agit pas d'un retour à une vision passée de l'utilisation des terres mais de s'assurer que les générations présentes et futures pourront bénéficier des principaux biens et services écosystémiques, et seront effectivement en mesure d'affronter les incertitudes liées aux changements climatiques, économiques et sociaux ». 
Ce projet pourra aussi s'appuyer sur les cartes d'évolution récentes des paysages forestiers intacts pour les conforter ou restaurer.
- Dans le bassin de la Durance, en France, la revégétalisation des sols surpâturés, très sensibles à l'érosion sédimentaires permet de recréer des paysages verdoyants et de lutter contre les inondations. En effet, sans couverture végétale, les matériaux érodés comblent les retenues d'eau et les lits des rivières, entraînant d'importantes inondations[15].

## Financements spécifiques
Ils proviennent souvent des mesures compensatoires demandées par les études d'impact.
En France, à la suite du Grenelle de l'environnement (2007), un décret de février 2012 établit un fonds d'investissement pour la biodiversité et la restauration écologique. Les aides financières sont attribuées sur décision du ministre chargé de la protection de la nature, après avis d'un comité consultatif composé de représentants de l'État et de ses établissements publics et de représentants issus du Comité national « trames verte et bleue », qui peut émettre des recommandations quant à l'utilisation du fonds et établir un bilan chaque année.

## Indicateurs
Il est utile de pouvoir évaluer, mesurer et suivre le chemin à parcourir pour arriver, par la renaturation à un certain niveau de "naturalité" qu'on souhaite restaurer. Cet état "cible" peut être associé ou comparé à un indicateur de biodiversité potentielle (par exemple testé à Sevran sur le parc de la Poudrerie et le long des deux ILTe : canal de l'Ourcq et voie ferrée.
Un autre indicateur dit RENATU est aussi (en 2018) en phase de construction et de test dans la Métropole du Grand Paris, dans le cadre du « projet RENATU ».

## Controverse
La renaturation vise parfois à limiter certains risques naturels (inondations, glissements de terrain, invasion marine...) et/ou à se rapprocher du bon état écologique, qui peut faire l'objet d'interprétations différentes, voire conflictuelles (dans le degré de naturalité à retrouver par exemple), ou poser des problèmes de conflit d'intérêts entre utilisateurs du milieu et/ou de ses ressources. En renaturant des milieux pollués et présentant de nombreux risques pour la faune et les écosystèmes, le risque existe de créer des situations de piège écologique.